# Krzysztof Ostaszewski
Krzysztof Maciej Ostaszewski (ur. 5 sierpnia 1957 w Łodzi) − doktor nauk matematycznych, aktuariusz, profesor na uniwersytecie Illinois State University w USA, autor prac naukowych z zakresu matematyki ubezpieczeniowej.

## Życiorys
Ukończył matematykę na Uniwersytecie Łódzkim (1980). Doktorat uzyskał na University of Washington w USA, w roku 1985 na podstawie pracy Henstock Integration in the Plane (Całka Henstocka na płaszczyźnie). Zajmuje się także poezją (publikował m.in. w "Życiu Literackim", "Poezji", Twórczości i "Kulturze" paryskiej).
Jest synem Leszka Jana Ostaszewskiego, doktora nauk ekonomicznych.
Mieszka w USA.

## Twórczość
Patrzymy na zwierzęta (1982), Wydawnictwo "Iskry", Warszawa
Pozornie przynajmniej (1984), Wydawnictwo Łódzkie, Łódź